# Belfort van Amiens
Het Belfort van Amiens is het historische belfort in de Picardische stad Amiens.
Het is een van de 56 belforten in België en Frankrijk die tot werelderfgoed van de UNESCO verklaard zijn. Van deze 56 klokkentorens ligt deze het meest zuidelijk.